# Dufourea versicolor
Dufourea versicolor là một loài Hymenoptera trong họ Halictidae. Loài này được Alfken mô tả khoa học năm 1936.